# 鑲嵌藝術
鑲嵌藝術，又音译为马赛克（英語：Mosaic，應源於「musa」，即希臘语中，掌管科學及詩歌藝術等九女神之名），平面作品又稱鑲嵌畫、鑲嵌細工或碎錦畫，是一种装饰艺术，通常使用许多小石块或有色玻璃碎片拼成图案，在教堂中的玻璃藝品，又稱為花窗玻璃。現今該詞（马赛克）泛指這類型五彩斑斕的視覺效果。馬賽克經常被用作地板和牆壁的裝飾，在古羅馬世界特別流行。
今日的馬賽克不僅是牆壁和路面的裝飾，也是藝術品、業餘手工藝品，以及工業和建築的形式。
馬賽克有著悠久的歷史，起源於公元前三千年的美索不達米亞。礫石馬賽克是在希臘邁錫尼時代的提林斯製作的；帶有花樣和圖片的馬賽克在古典時代十分流行，古希臘和古羅馬皆是如此。從4世紀起，早期的基督教大教堂皆以牆壁和天花板的馬賽克來裝飾。馬賽克藝術於6世紀到15世紀盛行於拜占庭帝國；此一傳統在12世紀被西西里王國的諾曼第王朝、受東方影響的威尼斯共和國以及烏克蘭的羅斯人所採納。馬賽克到了文藝復興時期已不再流行，但拉斐爾等藝術家仍繼續使用這種古老的技術。猶太藝術家受到羅馬和拜占庭的影響，5、6世紀中東的猶太教堂以地板馬賽克裝飾。
在早期的伊斯蘭藝術中，有具像性圖案的馬賽克（但大多沒有人物）被廣泛用於宗教建築和宮殿，包括伊斯蘭教的第一個偉大的宗教建築「耶路撒冷的岩石圓頂」，以及大馬士革的奧米亞大清真寺。8世紀後，這種馬賽克在伊斯蘭世界不再流行，只剩像是泽利杰這樣的幾何圖案的技術仍流行於多個地區。
現代馬賽克由世界各地的藝術家和手工藝人製作。除了傳統的石頭、陶瓷嵌塊、琺瑯和彩色玻璃之外，還採用許多其他材料，包括貝殼、珠子、咒文、鏈條、齒輪、硬幣和服飾珠寶的碎片。

## 外部連結
- Clever Mosaics （页面存档备份，存于）
- 土耳其馬賽克燈的歷史 （页面存档备份，存于）